# Vladimír Pitter
Vladimír Pitter (* 11. prosince 1972) je český podnikatel. Působil ve společnosti Remoex, která se specializovala na reklamu a marketing. Vlastní fotbalový klub FK Pardubice. V roce 2011 koupil dvacet procent akcií v hokejovém klubu HC Slavia Praha. Když o dva roky později (2013) kupovala klub společnost OIN Gama, jíž vlastní podnikatel Richard Benýšek, došlo také ke zvýšení Pitterova podílu v klubu na třicet procent. Během dubna 2014 se ovšem Benýškova společnost rozhodla klub prodat. Pitter tehdy využil svého předkupního práva a akcie odkoupil. Stal se tak prvním, kdo v České republice vlastnil profesionální jak hokejový, tak také fotbalový klub.
Po sezóně 2014/2015 klub HC Slavia Praha sestoupil do nižší soutěže. V ní skončil v následujícím ročníku druhý, ale neuspěl v baráži, prolínací soutěži mezi dvěma mužstvy z nejvyšší soutěže a dvěma týmy ze druhé nejvyšší. Před sezónou 2016/2017 ovšem Pitter akcionářům Slavie napsal dopis, v němž zmiňoval dluhy klubu (předchozí sezóna například skončila předběžnou ztrátou ve výši 19 milionů korun). Přesto tým sezónu sice rozehrál, ovšem již po měsíci vydal majitel klubu prohlášení, že klub musí šetřit a současně ze svých služeb uvolní dvanáct nejdražších hráčů. Tak se také stalo.